# تابع نیم‌پیوسته

یک تابع نیم‌پیوسته بالایی.

یک تابع نیم‌پیوسته پایینی.

در آنالیز ریاضی تابع نیم‌پیوسته (انگلیسی: Semicontinuous function) تابعی است که تقریباً همه‌جا پیوسته است و در نقاطی که پیوسته نیست، نیم‌پیوستهٔ بالایی یا نیم‌پیوستهٔ پایینی دارد.